# Завгородній Олексій Іванович (науковець)
Олексій Іванович Завгородній (нар. 30 серпня 1951, Чутове, Полтавська область) — український науковець, спеціаліст у сфері сільського господарства. Доктор технічних наук, професор кафедри фізики і математики Державного біотехнологічного університету.

## Життєпис
Олексій Іванович Завгородній народився 30 серпня 1951 року в смт Чутове Чутіського району Полтавської області.
У 1969 році вступив до Харківського інституту механізації та електрифікації сільського господарства. який закінчив з відзнакою у 1974 році.
З 1974 по 1982 роки працював старшим науковим співробітником науково-дослідної лабораторії вібраційних зерноочисних машин.
У 1982 році захистив дисертацію на здобуття наукового ступеня кандидата технічних наук.
З 1982 по 1989 роки працював старшим викладачем кафедри вищої математики Харківського інституту механізації та електрифікації сільського господарства.
З 1989 по 2003 роки доцент кафедри вищої математики Харківського інституту механізації та електрифікації сільського господарства.
У 2001 році захистив докторську досертацію і переведений на посаду професора.
З 2003 по 2021 роки працював професором кафедри вищої математики; завідувачем кафедри вищої математики Харківського національного технічного університету сільського господарства імені Петра Василенка.
З 2021 року по теперішній час професор кафедри фізики та вищої математики Державного біотехнологічного університету.

## Наукові праці
Опублікував понад 275 наукових праць, в тому числі 72 методичні та навчальні посібники, 2 монографії, понад 90 авторських свідоцтв та патентів на винаходи. У своїх наукових працях досліджує проблеми математичного моделювання технологічних процесів у сільськогосподарському виробництві.
Основні праці
- Очистка решет в зерноочистительных машинах (1992).
- Анализ времени технологических циклов очистителей решет (1997).
- Основное управление забиваемости решет (2002).
- Устойчивость периодического режима движения частиц по деке вибросепаратора (2006).

## Відзнаки та нагороди
- Диплом обласного конкурсу «Вища школа Харківщини — кращі імена» в номінації «Викладач фундаментальних дисциплін» (2002);
- Диплом обласного форуму «Освіта, наука, виробництво — шляхи інтеграції» в номінації «Фундаментальні роботи» (2002);
- знак «Відмінник аграрної освіти і науки» (2003);
- Диплом обласного конкурсу «Вища школа Харківщини — кращі імена» в номінації «Викладач фундаментальних дисциплін» (2003);
- Грамота головного управління освіти і науки Харківської обласної державної адміністрації (2007);
- Трудова відзнака колегії Міністерства аграрної політики України «Знак пошани» (2010).